# Munkaszolgálat

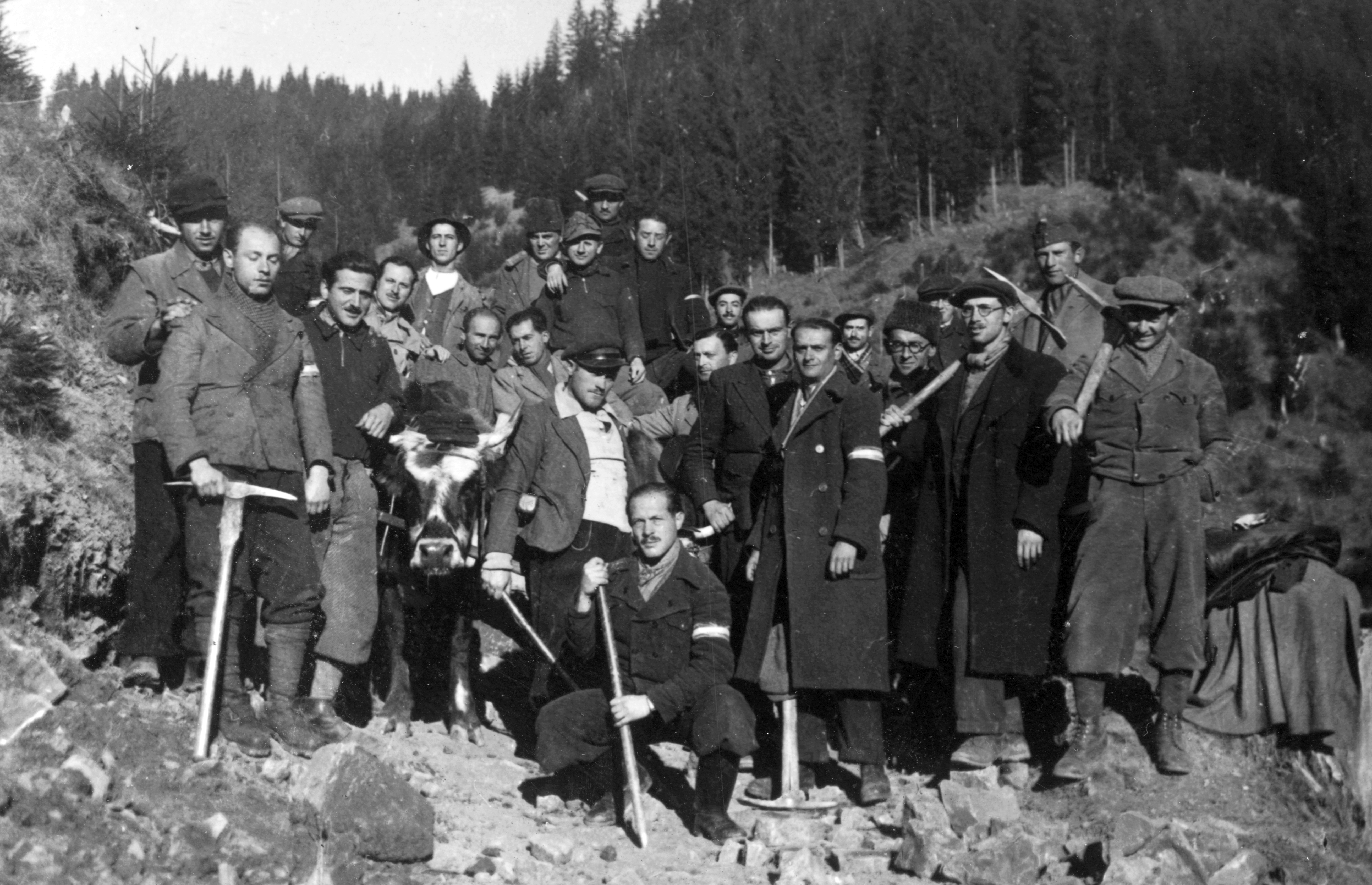
Munkaszolgálatosok 1941-ben

A munkaszolgálat a magyar holokauszt és második világháború idején Magyarországon kialakult és fennállt különleges katonai intézményrendszer volt. A munkaszolgálat a magyar holokauszt speciális jelensége, amely abból állt, hogy bár a honvédség kötelékében és katonai alakulatokba szervezve, de fegyver nélkül, kizárólag kényszermunkával teljesített háborús "szolgálat" volt. 1939 és 1944 között alkalmazták több változatban és a nyilas uralom idején, a teljes összeomlással együtt szűnt meg.
Kezdetben csak az "alkalmatlannak" nyilvánított fiatalok  (zsidók, kommunisták, nemzetiségek) rövid, fegyver nélküli szolgálatát jelentette. Később érvényét az idősebb generációkra is kiterjesztették, sokszor büntetés, alkalmatlanság, politikai megbízhatatlanság alapján választották ki erre az embereket. A fokozódó zsidóellenesség és a háborús körülmények közepette egész rendszerré szélesedett. Katonai szerepe mellett a nemzeti kisebbségek, egyes felekezetek és különösen a zsidóság kirekesztésének, megalázásának, a politikai (baloldali) ellenfelekkel való leszámolásnak és gyakran a gátlástalan – olykor gyilkosságokba torkolló – brutalitásnak is terepe lett. A gettósítások és a tömeges deportálások idején viszont sokak számára menedék volt, és szerencsés esetben a túlélést is jelentette.

## A kezdetek

### 1939
A munkaszolgálat létrehozásához a honvédelemről szóló 1939. évi II. törvénycikk adott jogi alapot. Ez rendelkezett többek között a honvédelmi munkakötelezettségről (87. §), a 230. § (1) bekezdése pedig kimondta, hogy a katonai szolgálatra végleg alkalmatlannak talált minden 21–24. éves férfi „legfeljebb három hónapra, munkatáborokban teljesítendő közérdekű munkaszolgálatra kötelezhető.”
Két hónappal később, május 17-én megjelent az 1939. évi 5.070. M. E. számú rendelet a közérdekű munkaszolgálat szabályozásáról. Eszerint: „A közérdekű munkaszolgálatra kötelezettek szolgálatukat munkatáborokban teljesítik. A munkatáborok katonailag szervezett munkásalakulatok.” A szolgálatot fegyver nélkül, „a rendelkezésükre bocsátott munkaeszközökkel (szerszámokkal) teljesítik.”  A táborok központi irányítását a honvédelmi miniszter alá rendelt Közérdekű Munkaszolgálat Országos Felügyelője (KMOF) végzi. A munkaszolgálatosok az alakulat katonai parancsnokának vannak alárendelve.
Mind a nyolc (később kilenc vagy tíz) hadtestnél egy-egy közérdekű munkaszolgálatos-zászlóaljat alakítottak, ezek alá 200-250 fős munkaszolgálatos századokat szerveztek. Ezt a rendszert 1939. július 1-jén léptették életbe és először az 1916-os születésűek behívásakor alkalmazták.
Ekkor még szó sem volt semmilyen hátrányos megkülönböztetésről. A honvédelmi miniszter szeptember 23-i végrehajtási rendelete – az időközben életbe lépett második zsidótörvényt érvényesítve – tartalmazott ugyan korlátozó intézkedéseket, de nem zárta ki a zsidókat a fegyveres katonai szolgálatból.

### 1940

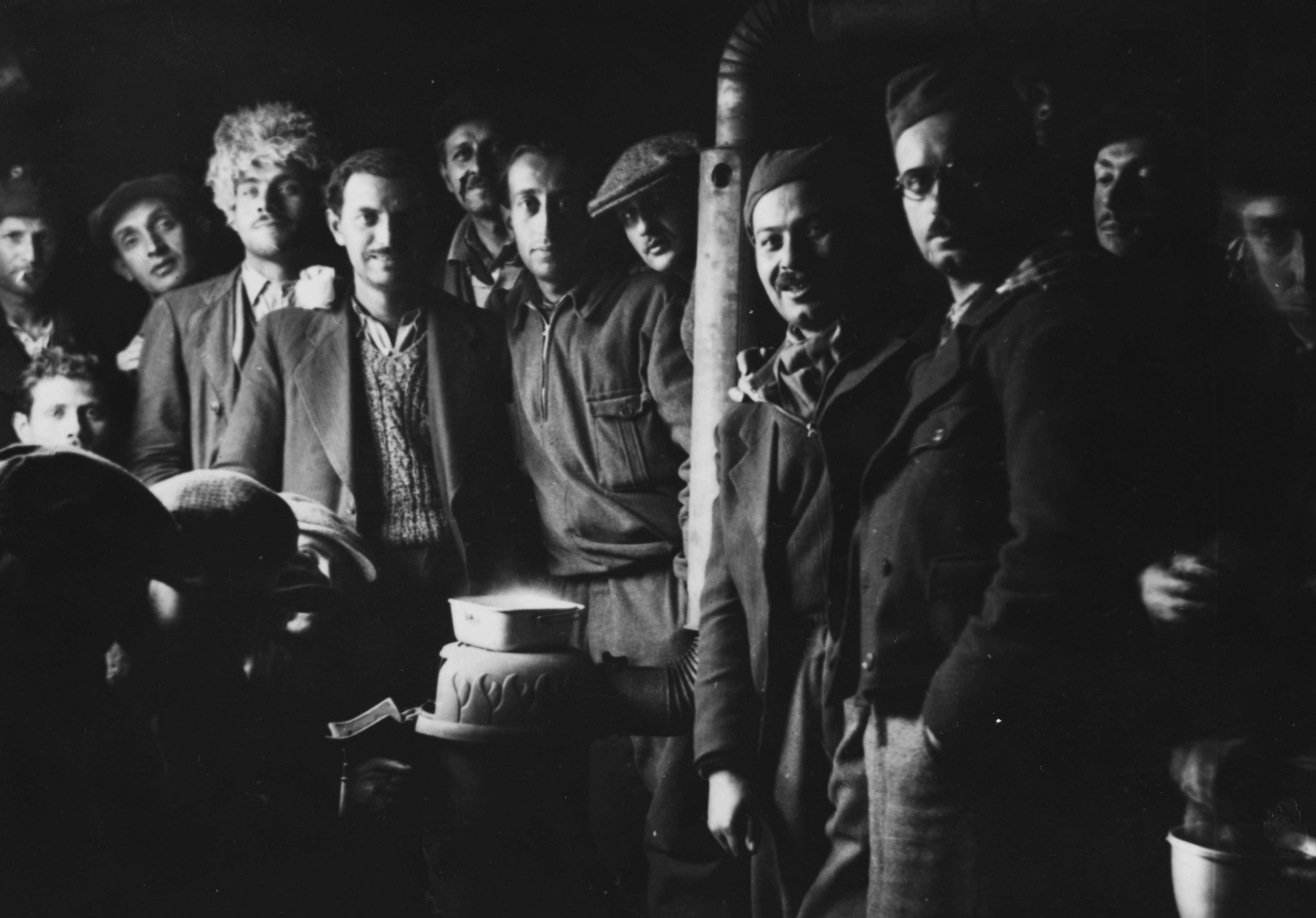
Munkaszolgálatos szakasz hazafelé a vagonban

A második zsidótörvény célját: a zsidók közéleti kiszorítását azonban a hadseregben is valamilyen módon érvényesíteni kellett. 1940 nyarán a mozgósítási program keretében „különleges munkásszázadok”-ba hívták be azokat a zsidókat, akiket sorozáskor fegyveres szolgálatra alkalmatlannak vagy fölöslegesnek találtak. Július közepén hatvan, kizárólag zsidókból álló „különleges munkásszázad” volt, és további századok felállítását tervezték. Így a „közérdekű munkaszolgálat” mellett létrejött a munkaszolgálatnak egy átmeneti változata is. Emellett zsidó hivatásosak vagy sorállományúak is még szolgáltak a hadseregben.
Bácska és Észak-Erdély visszacsatolása után a nemzeti kisebbségekhez tartozókat is kezdték külön kezelni, bár erre sem volt jogalap; a baloldali munkásmozgalmiak pedig eleve a rendszer ellenségeinek számítottak. Így később őket is különleges munkásszázadokba osztották. A századokat számozás szerint is megkülönböztették, pl. a 100-as jelzésűek zsidószázadok, a 400-as jelzésűek a politikailag megbízhatatlanok különleges századai voltak. Ennek a megkülönböztetésnek jogi alapja nem volt.

## 1941–1942
1941 tavaszán létrehozták a munkaszolgálat egy újabb, csak zsidókra vonatkozó változatát, a „kisegítő szolgálatot”. Az 1941. évi 2. 870. M. E. számú rendelet előírta, hogy a zsidónak tekintendő hadköteles személyek e kötelezettségüknek „a honvédség kötelékében kisegítő szolgálat teljesítésével tesznek eleget”, rendfokozatuk nem lehet. A rendelkezést később az országgyűlés törvényben erősítette meg.
A rendelethez 1941. augusztus 19-én, amikor Magyarország már hadban állt a Szovjetunióval, a honvédelmi miniszter végrehajtási utasítást adott ki. Ettől kezdve minden katonaköteles korú zsidónak „kisegítő munkaszolgálat”-ot kellett teljesítenie, a sorállományúakhoz hasonlóan két éven át, de külön alakulatokban és természetesen fegyvertelenül. Karjukon előbb nemzetiszínű, majd az izraelita vallásúak sárga karszalagot viseltek, a keresztény vallású, de származásuk alapján zsidónak minősülő munkaszolgálatosok fehéret.
Zsidókon kívül munkaszolgálatosnak vittek másokat is, például a katonai szolgálatra alkalmatlanokat, cigányokat, nemzetiségieket, kommunistákat, a rendszer szempontjából megbízhatatlanokat.
1942 második felében nagyon sok katonaköteles korú zsidót hívtak be munkaszolgálatra,  mivel a Magyar 2. hadsereggel egyre több munkaszolgálatos századot is Ukrajnába vezényeltek. „A második magyar hadsereg kötelékébe különböző típusú munkaszolgálatos-századokba beosztva nagyjából 50 000 zsidó tartozott.” Más források számukat 37–40 000 főre becsülték. A honvédség számára lőállásokat, bunkerokat építettek, az utak javítását, erődítések készítését, a fronton drótakadályok, tankcsapdák telepítését, aknák felszedését végezték. Behíváskor kezdetben egyenruhát kaptak, később mindinkább saját civil ruhájukat kellett viselniük vagy leselejtezett egyenruhában dolgoztak, az élelmiszer-fejadagok szűkösek voltak. A tél beálltával a megpróbáltatások fokozódtak, és ezt tetézte a megalázó, gyakran kegyetlen bánásmód, ami a németek és a magyar őrszemélyzet részéről is megnyilvánult.

## 1943
1943 január közepén, a Don melletti összeomláskor a munkásszázadok is nagy veszteségeket szenvedtek, sokan szovjet hadifogságba estek vagy oda menekültek. A visszavonulás a kiszolgáltatott helyzetben lévő zsidó munkaszolgálatosokat különösen sújtotta. Később számos visszaemlékező számolt be az elszenvedett megaláztatásokról és brutális cselekedetekről, illetve az emberiesség – jóval ritkább – megnyilvánulásairól. Kirívóan szörnyű eset történt 1943. április 30-án Dorosic faluban, ahol több száz tífuszos munkaszolgálatos pajtáját felgyújtották, és a kimenekülőket géppuskával lőtték.
Nagy Vilmos honvédelmi miniszter (hivatalban: 1942. szeptember 24. – 1943. június 12.) intézkedéseket hozott a bánásmód javítására és erről a parlamentben is beszámolt; utódja, Csatay Lajos honvédelmi miniszter is utasításokban igyekezett gátat vetni a kegyetlenkedésnek, szabályozni az élet- és munkakörülményeket. A távoli Ukrajnában azonban ezek alig éreztették hatásukat.
Az országhatáron belüli munkásszázadok helyzete jóval kedvezőbb volt, de azért a bánásmód javítására itt is intézkedéseket kellett hozni. A munkaszolgálatosok nem csak katonai létesítményeknél, hanem számos állami vállalatnál, hadiipari üzemben is dolgoztak, bár végig a honvédség hatáskörében maradtak. A gazdaságban egyre nagyobb gondot okozott a munkaerőhiány, és ezt a munkaszolgálat bővítésével és átszervezésével kívánták enyhíteni.
1943 nyarán a határokon belül és kívül több százezer zsidó és nem zsidó munkaszolgálatos volt, és többféle munkaszolgálati rendszer működött: 
- katonai munkásszázadok (magyarok és nemzeti kisebbségek tagjai)
- közérdekű munkaszolgálatos-zászlóaljak
- kisegítő (zsidó) munkásszázadok

1943 őszén ezek összefogására létrehozták a Honvédelmi Munkaszervezetet, melynek feladata többek között az egységes irányítás, a szorosabb felügyelet, a munkaerő központi elosztása és utánpótlásának biztosítása volt. Ezek az intézkedések a határon túl foglalkoztatott munkaszolgálatosok helyzetét nem befolyásolták.

### Bori munkaszolgálat
Német kérésre 1943 júliusától a jugoszláviai Borba is munkaszolgálatos századokat vezényeltek, zömmel az ottani rézbányákban, kisebb részben vasútépítésen végzendő munkára. A zsidókból, szombatosokból és Jehova tanúi-hívőkből álló több ezer fős kontingens több mint egy éven át robotolt szörnyű körülmények között. A magyar parancsnokok és keretlegények a fegyelmezés különösen embertelen módjait alkalmazták. A német visszavonuláskor, 1944 szeptemberében Borból koncentrációs táborokba indított munkaszolgálatosok közül sokakat már útközben kivégeztek. Egyik elszenvedője Radnóti Miklós volt.

## A német megszállás után
1944 márciusában a zsidó munkaszolgálatosok száma 63 000 fő volt. Magyarország német megszállása után a németekkel egyeztetve április végéig újabb századokat állítottak fel: 31 kisegítő (zsidókból álló) munkásszázadot és 62 katonai (nemzetiségiekből és keresztény magyarokból álló) munkásszázadot, a 651 főnyi kerettel összesen 21 576 embert.
Április végén Kárpátalján már folyt a vidéki zsidóság gettósítása, május 15-én pedig elkezdődött Auschwitzba deportálásuk. A magyar és a német hatóságok ugyanakkor megállapodtak, hogy a német hadsereg munkaerőgondjainak enyhítésére „körülbelül 150 000 munkaképes zsidót mentesíteni kell az éppen akkor kezdődő »kitelepítés« alól. A tervek a zsidó munkaszolgálatos századok számát 210-ről 575-re kívánták növelni.” Május első felében a zsidó férfiakat sürgősen és tömegesen hívták be munkaszolgálatra; a kiegészítő parancsnokságok úgynevezett SAS-behívóit néhol még a gettóba zártak számára is kiküldték. Valószínű, hogy az akciósorozatban több honvédségi vezető nemcsak kötelességből, hanem segítő, emberbaráti szándékkal vett részt. Az intézkedés természetesen keresztezte az Eichmann-féle különítménynek az úgynevezett. „végső megoldásra” vonatkozó szándékait, és sok tízezer zsidó férfit mentett meg az auschwitzi deportálás borzalmaitól.
A budapesti századok egy részét romeltakarítási munkákra, később sáncásásra vették igénybe, a vidékieket pedig főként erődítések építésénél, vasútvonalak helyreállításánál, útkarbantartásnál, építőanyag kitermelésnél, ipartelepek romeltakarításánál és a nagyobb hadiüzemekben foglalkoztatták.

### A nyilas uralom idején

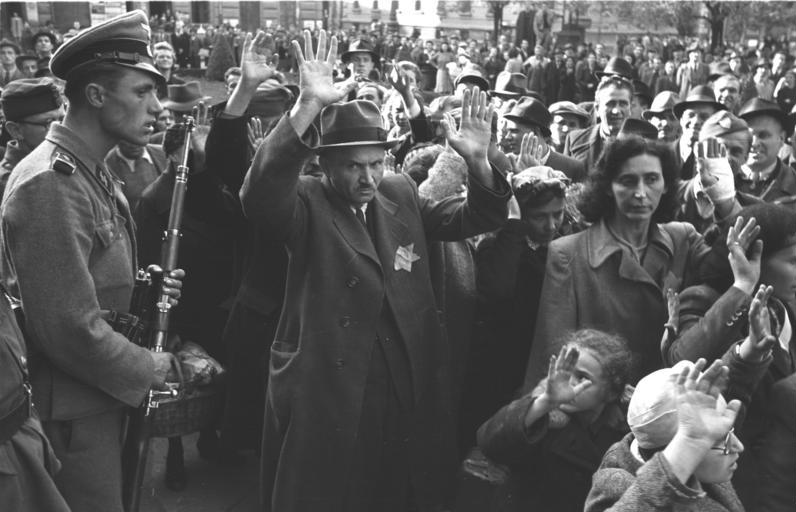
Német és magyar katonák által összegyűjtött zsidók Budapesten

1944. október 26-án, a nyilas hatalomátvétel után német kérésre elrendelték 70 munkaszolgálatos század átadását a németeknek a magyar határ környékén tervezett, Bécs védelmét szolgáló erődítményrendszer (a „keleti fal”) kiépítéséhez. A Szálasi-kormány a munkaszolgálatra rendelt zsidókra a háborús körülmények között nélkülözhetetlen ingyenmunkaerőként számított, még az ország háború utáni újjáépítésénél is, valamint a szovjet fogságba esett magyar honvédek kiváltásánál. Adolf Eichmann és Edmund Veesenmayer hosszas győzködés után végül azzal győzte meg Szálasi Ferencet, hogy a zsidók a magyar hadseregnek szánt hadianyagot fogják előállítani.
A 70 század munkaszolgálatosait, 15–17 000 főt folyamatosan, november 2. és 11. között adták át a németeknek Hegyeshalomban. Az addig honvédségi hatáskörbe tartozó munkaszolgálatos századok megszűntek, az embereket kisebb csoportokban vitték tovább kényszermunkára a határ menti Kőszeg, Ágfalva, Hidegség, Balf, Sopronkeresztúr, Kópháza és más településekre.
November végén (sőt Kassáról decemberben is érkezett) további megmaradt munkaszolgálatos századokat adtak német kézre Hegyeshalomban. Az utolsók között voltak a semleges országok által „védett”, de Eichmannék által egy részüket valósággal elrabolt századok, valamint a fővárosban visszamaradt egyéb századok is. Őket november 27–29-én meglepetésszerűen vagonírozták be a Józsefvárosi pályaudvaron. „Ezzel lényegében felszámolták a kisegítő munkaszolgálat intézményét. […] A Józsefvárosi pályaudvaron a századok honvédségi kereteit leváltották, a szerelvényeket tábori csendőrök kísérték a birodalmi határra az SS-átvevőkig. Budapesten a honvédség kötelékében csak néhány »légómentő« század maradt.”

### A nyugati határon
A munkaszolgálatos századokon kívül a budapesti civil zsidó lakosok tízezreit is „kölcsön” adták a németeknek a „keleti fal” építésére. Előzőleg, október 20. körül elrendelték, hogy a 16-60 éves korú munkaképes zsidó férfiak, később a fiatalabb zsidó nők is „honvédelmi szolgálatra” jelentkezzenek. Ez a Budapest környéki sáncok építését jelentette, ezért őket egy ideig „sáncásó zsidóknak” nevezték, megkülönböztetésül az „igazi” honvédségi kisegítő munkaszolgálattól. Hamarosan a sárga csillaggal megjelölt házakból a nyilasok ismét zsidók ezreit hurcolták el és hajtották az óbudai téglagyár telepére. Őket és az úgynevezett „sáncásó zsidók” többségét november 6-ától gyalogmenetben indították el a nyugati határ felé. A civil, zömmel nőkből álló „munkaszolgálatosok” közül sokan útközben meghaltak. Az éhezve, kimerülten Hegyeshalomba érkezett embereket a korábbi munkaszolgálatosokhoz hasonlóan átadták a németeknek kényszermunkára.
November 17-én a katolikus egyház és a semleges országok nyomására a kormány részletes intézkedési tervet adott ki, ami hat csoportra osztotta a zsidókat, köztük „kölcsönzsidókra”. A rendelkezésben megtiltották, hogy nőket, öregeket, gyerekeket és betegeket kölcsönadjanak, majd november 20-án beszüntették a gyalogmeneteket is.
„A németeknek végül átadott zsidó munkaszolgálatosok létszámát 50 000 főre becsülik. Sorsuk alig különbözött a leghírhedtebb koncentrációs táborokba zárt zsidókéitól. A Vörös Hadsereg közeledtével a nyilasok és SS-beli szövetségeseik garázdálkodni kezdtek, és a munkaszolgálatosok százait gyilkolták meg.” Ungváry Krisztián 25 000 főre becsüli a halottak számát. Mikor a magyar kormány értesült a „kölcsönadott” zsidók rossz tartásáról, Vajna Gábor belügyminiszter 1944. november 17-én jegyzéket küldött Heinrich Himmlernek, amiben azzal fenyegetőzött, hogy Magyarország nem küld több munkaszolgálatost, amíg nem garantálják a visszajuttatásukat a háborús helyzet elmúltával, amire Himmler ígéretet tett.
Amikor 1945 tavaszán közelükbe ért a front, az életben maradtakat gyalogmenetben koncentrációs táborokba hajtották, ritkábban dunai uszályokon szállították. A nők közül sokan a lichtenwörthi, a férfiak többségében a mauthauseni és onnan a gunskircheni koncentrációs táborba kerültek. A táborokat május első napjaiban szabadították fel az amerikai csapatok.